# شهرستان بل (کنتاکی)
شهرستان بل، کنتاکی (به انگلیسی: Bell County, Kentucky) یک سکونتگاه مسکونی در ایالات متحده آمریکا است که در کنتاکی واقع شده‌است.